# Bell-Boeing Quad TiltRotor
Bei dem Bell-Boeing Quad Tiltrotor (QTR) handelt es sich um ein Konzept für ein viermotoriges Kipprotorflugzeug im Rahmen des „Joint-Heavy-Lift“-Programms der U.S. Army. Dabei handelt es sich zumindest teilweise um eine Weiterentwicklung der V-22 Osprey, der die CH-47 und die C-130 bei einer Vielzahl von Aufgaben ergänzen und ersetzen soll. Als Konkurrenzmuster entwickeln Karem Aircraft und Lockheed Martin den Optimum Speed Tiltrotor.

## Geschichte

### Hintergrund
Das Quad-Tiltrotor-Konzept lässt sich bis in die 1960er Jahre zurückverfolgen, als die ersten flugfähigen viermotorigen Kipprotorflugzeuge, die XC-142, X-19 und die X-22, erprobt wurden. Keiner der beiden Prototypen ging je in Serie. 1979 wagte sich Bell erneut an ein viermotoriges Kipprotorflugzeug, wobei auch das Modell D-322 scheiterte. Erst 20 Jahre später gab es erneut ernsthafte Pläne solch eine Maschine zu realisieren. So bot 1999 Bell-Boeing der U.S. Army im Rahmen des „Future-Transport-Rotorcraft“-Programm eine viermotorige V-22 an. Bei einer 50 % Komponentenübereinstimmung zur V-22 sollte dieses Modell bei einem maximalen Startgewicht von 45 t eine Nutzlast von 11 t aufweisen. Der von Bell-Boeing als V-44 bezeichnete Entwurf (die Bezeichnung ist nie von den US-Streitkräften übernommen worden), wurde später in seiner Nutzlast noch mehrmals reduziert, um eine noch höhere Übereinstimmung zur V-22 zu erreichen. 2000 versuchte Bell einen Entwicklungsvertrag zu erhalten, allerdings unterstützte die U.S. Army dieses Konzept letztendlich nicht.

### Studien
Die Arbeiten zum eigentlichen QTR-Konzept begannen letztendlich erst im September 2005, als Bell-Boeing einen 3,45 Mil. US-$ Entwicklungsvertrag von der U.S. Army erhielt, um eine Konzeptstudie für einen möglichen Ersatz der CH-47 Chinook und der C-130 Hercules zu entwickeln. Der Vertrag hatte eine Laufzeit von 18 Monaten, wobei im März 2007 die Ergebnisse vorlagen. Der QTR war der Inhalt einer von insgesamt fünf Studien, wobei die restlichen vier alle von Boeing alleine durchgeführt worden waren und sich mit verbesserten Versionen der CH-47 beschäftigten. Beim QTR übernahm Bell die Konstruktion der Tragflächen, der Motoren und der Rotoren. Boeings Team kümmerte sich um die restlichen Komponenten, u. a. die gesamten internen Systeme (Avionik etc.). Beide Teams setzten wie bereits beim „V-44“ auf eine hohe Komponentenübereinstimmung mit der V-22.
Im Sommer 2006 wurde ein erstes Windtunnelmodell des QTR im Maßstab 1:5 gebaut und auf dem NASA Langley Research Center getestet. Hauptbestandteil dieser Tests war die Erforschung elastischer Verformung an den hinteren Rotorblättern, durch die Verwirbelungen der vorderen Rotorblätter. Bei diesen Tests wurden Drei-Blatt-Rotoren verwendet, wobei man aufgrund der Ergebnisse dazu kam, dass man bei weiteren Studien Vier-Blatt-Rotoren verwenden will.
Als im Mai 2007 die Forschungsergebnisse vorlagen, wurde das QTR-Konzept für zukünftige Entwicklungen ausgewählt; die alternativen CH-47-Weiterentwicklungen wurden aufgegeben. Als die Fahrzeuge des inzwischen eingestellten „Future Combat Systems“ auf ein Gewicht von 20 bis 27 t anstiegen, wurde die geforderte Nutzlast des QTR entsprechend angepasst. Im Sommer 2008 setzte die Army die Studien im Rahmen des „Joint-Heavy-Lift“-Programms fort. Dazu wurden auch neue Verträge abgeschlossen; einen erhielt Bell-Boeing, der andere ging an ein Konsortium aus Karem Aircraft und Lockheed Martin, die den Konkurrenzentwurf „Optimum Speed Tiltrotor“ entwickeln, der auch als „Joint Heavy Lift“ bezeichnet wird. Erste Prototypen wurden für 2012 erwartet.

## Konstruktion

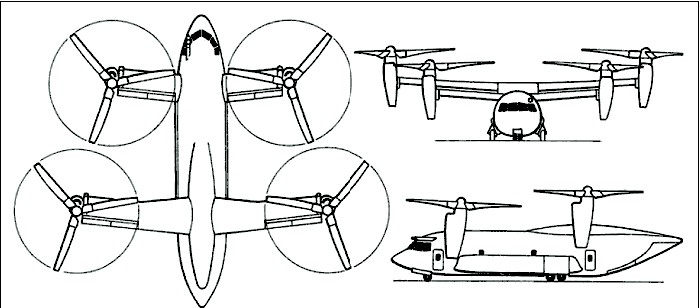
Risszeichnung des Quad Tiltrotor mit dem älteren Drei-Blatt-Rotor

Konstruktiv handelt es sich beim QTR um ein viermotoriges Kipprotorflugzeug in Tandemkonfiguration. An jedem Flügelende befindet sich ein 50-Fuß-Vierblattrotor, der von einer Propellerturbine Rolls-Royce AE1107C angetrieben wird. Diese wird bereits beim V-22 verwendet. Der Frachtraum soll von den Abmessungen her dem einer C-130 entsprechen und bis zu 90 bis 110 Fallschirmjäger transportieren können. Alternativ können auch acht 463L-Paletten aufgenommen werden.
In der aktuell laufenden Konzeptionsphase werden von Bell-Boeing mehrere Konfigurationen geprüft, u. a. eine seegestützte Variante oder ein vergrößertes Modell, das als „Big Boy“ bezeichnet wird. Dieses würde 55-Fuß-Rotoren verwenden und einen verlängerten Rumpf aufweisen. Damit steigt die Nutzlast auf neun Paletten oder alternativ auf ein Stryker-Fahrzeug.
Durch die unterschiedlichen Konfigurationen sind auch teilweise stark abweichende technische Daten im Umlauf. So variiert die Nutzlast von 16 bis 26 t, die Reichweite von 420 bis 1000 km. Im Anforderungsprofil der Army wird eine interne Nutzlast von 15.000 kg angegeben, eine externe von 20.000 bis 22.000 kg. Die Reichweite bei maximaler Nutzlast soll bei 1.000 km liegen, die Überführungsreichweite dagegen bei 4.000 km.